# Philine von Sell

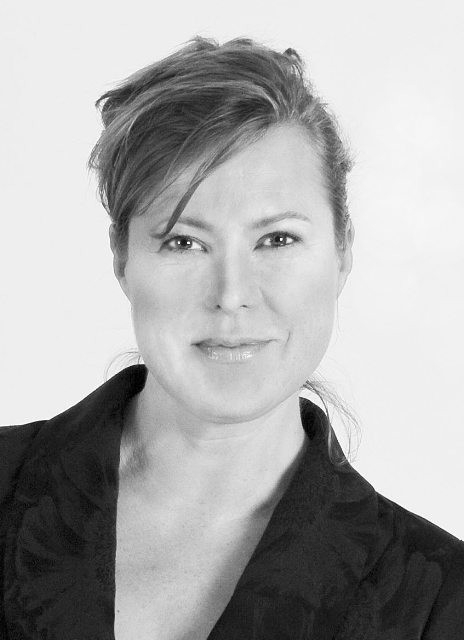
Philine von Sell

Philine Freifrau von Sell (* 25. September 1963 in Hamburg als Philine Hofmann) ist eine deutsche Filmregisseurin, Fotografin, Drehbuchautorin und Filmproduzentin mit einem Schwerpunkt in der Werbebranche. Von 1996 bis 1998 war sie als Professorin an der HFF Hochschule für Fernsehen und Film in München tätig.

## Biografie
Philine von Sell gründete 1986 bereits mit 23 Jahren ihre eigene Filmproduktionsfirma, die Hofmann Productions GmbH, und 1994 gemeinsam mit zwei Partnern eine weitere, die Production House GmbH in Hamburg. 1996 wurde sie zur Professorin an die Hochschule für Fernsehen und Film München berufen und baute dort den Lehrstuhl für Werbe-, PR- und Image-Film auf. 1998 verließ sie die Hochschule, um nach Südafrika zu gehen. Weitere Lehrtätigkeiten führten sie als Dozentin 2013 an die Die Medien Akademie in Hamburg, die MHMK Macromedia Hochschule für Medien und Kommunikation in München und ab 2018 an die Design Factory, das International College of Communication Arts in Hamburg.
Als Drehbuchautorin und Regisseurin entwickelt und produziert sie Werbespots, Wirtschaftsfilme und Imagefilme. Ihre fotografischen Werke und multimedialen Installationen wurden u. a. in der Konrad-Adenauer-Stiftung und im MuseuMAfricA in Johannesburg gezeigt. Die Kunstsammlung des Deutschen Bundestages erwarb 2007 eine Fotografie von Philine von Sell, Made in Germany – BLEI.
Seit 1999 ist sie als Beraterin im Bereich CSR, Unternehmenswerte, Unternehmenskultur und Image tätig und entwickelt visuelle Konzepte, die sie als Regisseurin und Fotografin umsetzt. Gemeinsam mit ihrem Mann, dem Filmproduzenten Philipp von Sell, baute sie 2004 die Medienproduktionsfirma HofmannVonSell Film and Media Solutions und 2006 die Projektgalerie HofmannVonSell in Berlin auf. 2011 gründete sie die Kommunikationsagentur und Filmproduktion Circle of Values Communications GmbH, die sie auch als Geschäftsführerin leitet.

## Filmografie (Auswahl)
- 1988: Statt Feier Schönwald Porzellan (Imagefilm für die Hutschenreuther GmbH) – Konzept, Drehbuch, Regie: Philine Hofmann, Produktion: Hofmann Productions GmbH, Hamburg
- 1989: Am Anfang war das Feuer (Imagefilm für die Max Weishaupt GmbH) – Konzept, Drehbuch, Regie: Philine Hofmann, Produktion: Hofmann Productions GmbH, Hamburg
- 1990: Reemtsma (Imagefilm für die H.F. & PH.F. Reemtsma GmbH & Co.) – Konzept, Drehbuch, Regie: Philine Hofmann, Produktion: Hofmann Productions GmbH, Hamburg
- 1991: Lay Back And Think (Imagefilm für die Beiersdorf AG) – Konzept, Drehbuch, Regie: Philine Hofmann, Produktion: Hofmann Productions GmbH, Hamburg
- 1991: Die Fremdenhass Kampagne (Kino-Spot, TV-Spot, Radio-Spot, Plakat und Anzeigen in Kooperation mit der Ausländerbeauftragten der Bundesregierung Cornelia Schmalz-Jacobsen) – Konzept, Drehbuch, Regie: Philine Hofmann, Eigeninitiative, Agentur und Produktion: Production House GmbH, Hamburg, Mitwirkende: Senta Berger, Dagmar Berghoff, Nina Hagen, Günther Jauch, Doro Pesch, Günter Strack, Werner Veigel, Thekla Carola Wied
- 1995: Here We Are – Börsengang (Imagefilm für die Deutsche Telekom AG) – Konzept, Drehbuch, Regie: Philine Hofmann, Produktion: TC Studios, Ludwigsburg, Koproduktion: Hofmann Productions GmbH, Hamburg
- 1995: New Eyes – E-Klasse Einführung (Mixed Genres für die Daimler-Benz AG) – Konzepte, Drehbücher, Regie: Philine Hofmann, Produktion: Production House GmbH, Hamburg
- 1996: Beweggründe (Imagefilm für die DaimlerChrysler AG) – Konzept, Drehbuch, Regie: Philine Hofmann, Produktion: Petersen Naumann Film GmbH, Hamburg
- 1996: Die Biographie (Corporate History für die DaimlerChrysler AG) – Typographie: David Carson, Musik: Frédéric Talgorn, Orchester: Münchner Symphoniker, Konzept, Drehbuch, Regie: Philine Hofmann, Produktion: Petersen Naumann Film GmbH, Hamburg
- 1996: Meeting Of Minds (Eröffnungsfilm Kongress der Wissenschaft, Kunst und Wirtschaft) – Musik: Frédéric Talgorn, Orchester: Münchner Symphoniker, Konzept, Drehbuch, Regie: Philine Hofmann, Produktion: Production House GmbH, Hamburg
- 1997: Kunstverein Bremen (Dokumentation Corporate Art Preis für den Burda Verlag) – Konzept, Drehbuch, Regie: Philine Hofmann, Produktion: Filmhaus GmbH, München
- 2000: Maybach – The Creation Of A Living Legend (Kino-Spot für die DaimlerChrysler AG) – Regie: Philine Hofmann, Musik: Frédéric Talgorn, Orchester: Münchner Symphoniker, Produktion: TC Studios, Ludwigsburg
- 2000: The Accelerator (Imagefilm für McKinsey Accelerator) – Konzept, Drehbuch, Regie: Philine Hofmann, Produktion: BM Communications GmbH, Ludwigsburg
- 2001: Porcellana (Imagefilm für den Verband der Keramischen Industrie e.V.) – Konzept, Drehbuch, Regie, Produktion: Philine Hofmann, Koproduktion: BM8 GmbH
- 2001: Not hat viele Gesichter (TV-Spot Serie für die Caritas Schweiz) – Konzept, Drehbuch, Regie: Philine Hofmann, Produktion: Agora Film GmbH, München
- 2003: Bertelsmann History (Corporate History für die Direct Group, Bertelsmann AG) – Konzept, Drehbuch, Regie: Philine von Sell, Produktion: HofmannVonSell – Film and Media Solutions
- 2008/2009: Siemens Values – We Say It; We Mean It. (Dokumentarische Filmserie für die Siemens AG) – Konzept, Drehbuch, Regie: Philine von Sell, Produktion: BM Communications GmbH

## Ausstellungen

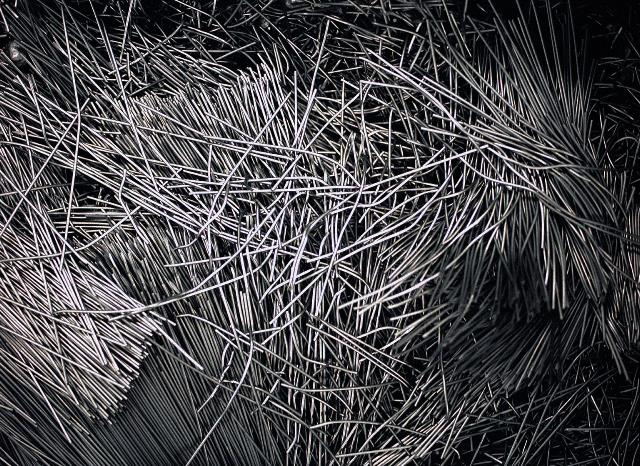
Blei, Sammlung Deutscher Bundestag

### Einzelausstellungen
- 1998: Steine I. Phase – lesbare Gesichter (Stones 1st Phase – Readable Faces), Europa-Center, Berlin
- 1999/2000: LifeTime. The Children of Nazareth House (Multimedia-Installation), Castle of Good Hope, Kapstadt (unterstützt vom Deutschen Generalkonsulat Kapstadt)
- 2000 LifeTime. The Children of Nazareth House (Multimedia-Installation), Dorkay House, Johannesburg (in Kooperation mit der Deutschen AIDS-Stiftung und dem Auswärtigen Amt)
- 2000 LifeTime. The Children of Nazareth House (Multimedia-Installation), Kant-Dreieck, Berlin (in Kooperation mit der Deutschen AIDS-Stiftung, Schirmherrin: Claudia Schiffer)
- 2004 Growing Creativity – The LifeTime Gallery Project, Galerie Momentum, Berlin
- 2004 LifeTime Gallery Project, MuseuMAfricA, Johannesburg (unterstützt durch den Beauftragten der Bundesregierung für Kultur und Medien, das Goethe-Institut, die Daimler AG und Faber-Castell)
- 2006 Made in Germany I,  Monat der Fotografie, Projektgalerie HofmannVonSell, Berlin
- 2007 LifeTime. The Children of Nazareth House, Projektgalerie HofmannVonSell, Berlin
- 2008 Made in Germany – von der Wertschöpfung, Konrad-Adenauer-Stiftung, Berlin (unterstützt vom Markenverband, Berlin, und der Deutschen Bank AG)

### Gruppenausstellungen
- 2000 LifeTime. The Children of Nazareth House, Art Cologne, Köln (Artists against AIDS in Kooperation mit der Deutschen AIDS-Stiftung)
- 2004 LifeTime Gallery Project, Art Forum Berlin
- 2005 Philine von Sell abstract Photography, Gallery Gesseau Art, Johannesburg

## Awards und Auszeichnungen (Auswahl)
- 1989 Bester Film, XII. Deutsches Industrie- und Wirtschaftsforum, für Statt Feier (Hutschenreuther GmbH)
- 1989 Master of Excellence und Award of Master for Best Camera, Corporate Video & TV Stuttgart, für Weishaupt – Thermo Unit (Max Weishaupt GmbH)
- 1990 Certificate for Creative Excellence, U.S. Industrial Film & Video Festival Chicago, für Weishaupt – Thermo Unit (Max Weishaupt GmbH)
- 1990 Bronze Medal, International Film & Television Festival New York, für Weishaupt – Thermo Unit (Max Weishaupt GmbH)
- 1991 Gold Medal und Silver Medal, The New York Festival, für Pure Halogen (Bauknecht Hausgeräte GmbH)
- 1991 2 Silver Screen Awards, U.S. Industrial Film & Video Festival Chicago, für Pure Halogen (Bauknecht Hausgeräte GmbH)
- 1991 Master of Excellence und Award of Master for Best Animation, Corporate Video & TV Stuttgart, für Pure Halogen (Bauknecht Hausgeräte GmbH)
- 1991 Silver Medal, The New York Festival, für Lay Back And Think (Beiersdorf AG)
- 1992 Award of Master, Corporate Video & TV Stuttgart, für Die Kampagne gegen Fremdenhass (Eigenproduktion)
- 1992 Silver Medal, The New York Festivals, für Die Kampagne gegen Fremdenhass (Eigenproduktion)
- 1995 Award of Master, Corporate Video & TV Stuttgart, für New Eyes (Daimler-Benz AG)
- 1996 Award of Master und JVC Innovationsprice for best screenwork, Corporate Video & TV Stuttgart, für Here We Are! (Deutsche Telekom AG)
- 1996 Silver Medal, The New York Festival, für Here We Are! (Deutsche Telekom AG)
- 1997 Beste auslandsbezogene Einzelpublikation eines Fachbereichs, Stifterverband der deutschen Wissenschaft und des DAAD, für Publikation der HFF München (Münchener Hochschule für Fernsehen und Film)
- 1998 Best Director und Innovation-Award for New Visual Language, Corporate Video & TV Stuttgart, für Beweggründe (DaimlerChrysler AG)
- 2000 Silver Pyramid, 9. ITVA-Festival Köln, für Maybach – The Creation Of A Living Legend (DaimlerChrysler AG)
- 2000 Master of Excellence und Award of Master für beste Kreativleistung, Corporate Media München, für Maybach – The Creation Of A Living Legend (DaimlerChrysler AG)
- 2001 Mercury Award, New York, für WELCOME@McKINSEY (McKinsey International)
- 2002 Auszeichnung, Deutsche Wirtschaftsfilmtage, für Porcellana (Verband der Keramischen Industrie e.V.)
- 2009 Sabre Award Europe, für Siemens Values – We Say It; We Mean It. (Siemens AG)
- 2009 Inspire Award, LACP, für Siemens Values – We Say It; We Mean It. (Siemens AG)